# 舌状回
後頭葉にある舌状回（ぜつじょうかい、英: Lingual gyrus）は、鳥距溝と側副溝の後部の間に存在する脳回。その後部は後頭極、その前部は側頭葉のテント面まで続き、海馬回ともつながっている。舌状回という名前はその形が舌に似ていることから付けられた。
この領域は夢や視覚、特に大きさやフォントなどにかかわらず、単語の認知に重要な役割を持っていると信じられている。

## 画像

舌状回の位置を色々な角度から見た動画。赤く塗られている所が左大脳半球の舌状回。